# Kill la Kill
Kill la Kill (キルラキル, Kiru ra Kiru) és una sèrie d'anime produïda per Trigger. La sèrie, que és el primer projecte d'anime en televisió original de l'empresa, és dirigida per Hiroyuki Imaishi i escrita per Kazuki Nakashima, els qui prèviament havien treballat junts en Gurren Lagann. La sèrie va començar a emetre's al Japó des del 3 d'octubre de 2013, i consta de vint-i-cinc episodis: 24 capítols més un OVA. La sèrie està llicenciada per la filial nord-americana d'Aniplex per a la seva emissió i venda de videos de consum domèstic (DVD i BD); a més que la sèrie està disponible via streaming per Crunchyroll i Netflix. També es va realitzar una adaptació al manga per Ryō Akizuki, de la qual la publicació en sèrie va començar el 4 d'octubre de 2013 i en la revista Young Ace de Kadokawa Shoten i va finalitzar el 4 de febrer de 2015.

## Argument
La història es desenvolupa en un institut (Acadèmia Honnoji) on els estudiants tenen uniformes (uniformes goku) que augmenten les seves habilitats i depenent de la quantitat de fibres vives de combat es cataloguen mitjançant estrelles (10 % 1 estrella, 20 % 2 estrelles, 30 % 3 estrelles). Aquests uniformes es donen tenint en compte la relació del fil vermell amb cada personatge. La presidenta del consell estudiantil, Satsuki Kiryūin, imposa les regles utilitzant la força i amb l'ajut dels quatre d'elit. Tot i així, una estudiant d'intercanvi anomenada Ryuko Matoi s'interposa en el seu camí, empunyant una espasa de tisora i una peça divina fabricada 100 % de fibres vives de combat a qui bateja com Senketsu (sang fresca). Ryuko repta contínuament a Satsuki per a saber la veritat sobre qui és l'assassí del seu pare fins que, després de diversos intents fallits, Satsuki li promet que si derrota a tots els presidents dels clubs tindrà un enfrontament contra ella i li donarà una resposta.

## Personatges

### Principals
Ryūko Matoi (纏 流子, Matoi Ryūko)
Seiyū: Ami Koshimizu
Protagonista principal. Té 17 anys és de pell blanca, cabell curt de color negre, amb un floc de color vermell al front i ulls blaus. Al llarg de la sèrie presenta constantment un caràcter agressiu i arrogant però alhora mostra una determinació indestructible. Transferida a meitat de curs de la seva antiga escola a l'institut fa la seva aparició amb una espasa de tisora vermella. El propòsit que la porta a l'Acadèmia Honnoji és el de trobar a l'amo de l'altra meitat de l'espasa de tisora, ja que és el responsable de la mort del seu pare. A vegades, quan la seva pròpia força no és suficient per lluitar contra el consell estudiantil, uneix les seves forces amb el Senketsu, un uniforme de sailor (marinera estudiantil) vivent, per poder per fer-los front.
Satsuki Kiryūin (鬼龍院 皐月, Kiryūin Satsuki)
Seiyū: Ryōca Yuzuki
Satsuki és la presidenta del consell estudiantil de l'Acadèmia Honnoji. Té 18 anys, és de pell blanca, cabell llarg de color negre i ulls blaus. La seva actitud al llarg de la sèrie és la d'una persona arrogant i amb complex de superioritat, per la qual cosa, només els forts són dignes per a ella. Maneja una katana BAKUZAN del que sembla un aliatge d'acer i carboni resultant ser del mateix material que la fulla d tisora de Ryuko. Com a presidenta domina l'escola, ja que, es tracta de l'estudiant més poderosa de tot l'institut.
Mako Mankanshoku (満艦飾 マコ, Mankanshoku Mako)
Seiyū: Institutriu Suzaki
Una estudiant de segon any i, a la vegada, la millor amiga de Ryuko, sent de la mateixa edat que ella. Té uns ulls grans i marrons, té la pell clara i el cabell curt de color cafè. És una de les estudiants de menor rang de l'institut, ja que al principi no té uniforme goku i sempre vesteix el seu uniforme escolar. És una noia molt innocent, també bastant despistada i per moments és una inconscient, però el seu bon cor i sentit del deure salven la situació en més d'una ocasió.
Senketsu (鮮血)
Seiyū: Toshihiko Seki
Un uniforme escolar viu que s'uneix a Ryuko. Té la capacitat de transformar-se i proporcionar al seu portador un immens poder. Consta d'una aparença força minimalista. Es va confeccionar a partir de la fibres vives de combat, no recorda res del seu passat, ja que va despertar al beure la sang de Ryuko, qui va caure al laboratori subterrani de la mansió del seu pare.

### Elit de l'Acadèmia Honnouji
Ira Gamagōri (蟇郡 苛, Gamagōri Ira)
Seiyū: Tetsu Inada
President del Comitè disciplinari. Coneix a Satsuki en el seu institut on impartia el codi moral de forma estricta, Satsuki el posa a prova i el recluta. Té vint anys i el seu aniversari és el 16 d'agost. Uniforme Ultra de 3 estrelles: Shibari no Sō (Uniforme de lligams): Aquest Uniforme Ultra envolta a Gamagōri amb molts lligams de fuets, similar a una mòmia, i per dins està amb una mordassa. Per cada atac que se li dirigeix, acumula energia, que en Gamagōri allibera més forta. Fins i tot es pot danyar a si mateix per realitzar l'atac principal d'aquest Ultra. Té carnet de conduir i un cotxe descapotable. Se'l coneix com la granota dels quatre devas.
Uzu Sanageyama (猿投山 渦, Sanageyama Uzu)
Seiyū: Nobuyuki Hiyama
President del Comitè dels Clubs Esportius. Coneix a Satsuki quan el desafia a la seva banda. Satsuki queda impressionat amb la seva actitud i estil de lluita després de veure el seu potencial. Després del seu primer enfrontament contra Ryuko perd de manera ridícula en basar la seva força en la seva única habilitat visual, li demana al president del club de costura que li cusi els ulls per poder entrenar la resta dels seus sentits i des de llavors vol tornar a lluitar contra Ryuko; li agraeix haver-li ensenyat que si et centres només en una habilitat i et falla, es tornarà la teva feblesa i anomena a Ryuko "la noia que li va obrir els ulls". Després de cosir-se els ulls els seus altres sentits es van aguditzar i per aquesta raó prefereix no prendre te, ja que li crema la llengua. Sempre porta una espasa de kendo a l'esquena i durant la lluita final utilitza unes petites espases verdes. Té disset anys. Se'l coneix com el mico dels quatre debas.
Houka Inumuta (犬牟田 宝火, Inumuta Hōka)
Seiyū: Hiroyuki Yoshino
President del Comitè de l'Estratègia Clubs Intel·ligència. És descobert hackejant els servidors de Revocs. Satsuki el descobreix de forma física, i el recluta. És l'encarregat de tots els temes electrònics de l'acadèmia Honnouji. Valora les seves dades més que el seu honor o la seva vida (això es veu quan lluita contra Ryuko i prefereix retirar-se abans que perdre i ser obligat a esborrar totes les seves dades). Té divuit anys. Se'l coneix com el gos dels quatre debas.
Nonon Jakuzure (蛇崩 乃音, Jakuzure Nonon)
Seiyū: Riure Tanade
Presidenta del Comitè dels Clubs Cultura. Coneix a Satsuki des que eren nenes, per la qual cosa es vana de conèixer-la millor. Té el cabell rosa sempre lligat i ocult pels diversos barrets que utilitza, s'ha revelat que té el cabell exageradament llarg. A la sala de reunions del consell estudiantil sempre se senti en un sofà envoltada de peluixos d'animals. Li agrada ficar-se amb Sanageyama només per posar-li nerviós i divertir-se a la seva costa, a més de que també li agrada cridar als altres hagis de pel seu animal. Ella és la serp dels quatre hagis de.
Nota: Cadascun dels elit té un uniforme última 3 estrelles que té 3 tipus de transformació. Després de la súper excursió s'uneixen a Nudist Beach i deixen d'usar uniformes última fins que els recuperen per a la lluita final.

### Família de Mako
Barazo Mankanshoku (満艦飾 薔薇蔵, Mankanshoku Barazō)
Seiyū: Kenyū Horiuchi
Pare de Mako. És un metge que dirigeix una clínica clandestina als barris baixos de Hannō City. Admet que pot haver matat més que salvat pacients.
Sukuyo Mankanshoku (満艦飾 好代, Mankanshoku Sukuyo)
Seiyū: Yukari Fukui
Mare de Mako. Ella és una mestressa de casa despreocupada que és amable amb Ryuko i fa croquetes amb carns misterioses.
Mataro Mankanshoku (満艦飾 又郎, Mankanshoku Matarō)
Seiyū: Ayumi Fujimura
Germà de Mako. Intenta robar a Ryuko quan se la troba per primera vegada.
Guts (ガッツ, Gattsu)
Seiyū: Katsuyuki Konishi
Mascota de la família Mankanshoku. Vesteix un lleuger suèter amb caputxa grisa blavosa. A l'episodi 2, Mataro diu que el van anomenar Guts "perquè menja amb moltes ganes".

### Nudist Beach
Aikurō Mikisugi (美木杉 愛九郎, Mikisugi Aikurō)
Seiyū: Shin'ichirō Miki
Líder de l'associació "Nudist Beach". Mestre de Ryuko que en realitat és un infiltrat a l'Acadèmia Honnoji. És el líder de "Nudist Beach" (Platja Nudista), un grup rebel que lluita contra Revocs i Honnoji per l'ús de robes amb biofibres. Té cabell blau clar i és de constitució prima. Gaudeix desvestint-se sovint, al principi davant de Ryuko, ja que és la única que li a mostrat la seva verdadera identitat i es posa vermella en veure-ho.
Tsumugu Kinagase (ながせつむぐ, Kinagase Tsumugu)
Seiyū: Katsuyuki Konishi
Líder guerriller de l'associació "Nudist Beach". Apareix per primera vegada amb la intenció de destruir el Senketsu, sent el primer de la sèrie en derrotar a Ryuko sense usar biofibres. Més tard es revela que pertany a la "Nudist Beach" (Platja Nudista) que lluita contra Revocs i Honnoji per l'ús de robes amb biofibres.

### Associació Revocs
Ragyo Kiryuin (鬼龍院 羅暁, Kiryūin Ragyō)
Seiyū: Romi Park

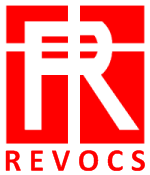
Logo de la corporació Revocs

Mare biològica de Ryuko i Satsuki, li agrada tocar a la seva filla nua, i pretén dur a terme el pla de Covers per apoderar-se de la humanitat i així renéixer el planeta de la biofibra. Es va casar amb un refutat científic amb qui va engendrar a Satsuki, qui no va ser apta per al pla de Covers; i a Ryuko, qui va ser ocultada pel seu pare. Es diu que la seva família va ser la primera en establir contacte amb la biofibra. És el resultat d'una unió humà-biofibra. Té una actitud d'egocentrisme i superioritat.
Nui Harime (針目 縫, Harime Nui)
Seiyū: Yukari Tamura
Sobrenomenada "La gran modista", és un ésser de biofibra creat per Ragyo Kiryuin, dit per ella, és la filla que sempre va voler. És altament poderosa i resistent durant el combat, mostrant en tot moment una actitud alegre i animada, a vegades irritant. Té una gran habilitat en la confecció de vestits amb biofibra així com en desmantellar-los amb un sol dit. Va assassinar l'espòs de Ragyo amb l'altra meitat de l'espasa de tisora, creada pel mateix.

### Altres
Isshin Matoi (纏 一身, Matoi Isshin)
Seiyū: Kinryū Arimoto
Pare de Ryuko i més tard desvetllat com a pare de Satsuki. El seu nom real és Soichiro Kiryuin, i va ser marit de Ragyo. En descobrir els plans de la seva esposa va advertir a la seva filla Satsuki i va fugir amb la seva altra filla Ryuko, qui era apta per al pla de Ragyo. Es va ocultar sota el nom d'Isshin Matoi i va crear "Platja Nudista". A més va crear a Senketsu perquè Ryuko combatés a Ragyo i una tisora capaç de tallar la biofibra. És finalment assassinat casa seva per Nui Harime, qui li roba una part de la tisora.

## Mitjans

### Llista d'episodis
| #  | Títol Original                                                   | Títol en català                           | Argument | Data d'emissió         |
| -- | ---------------------------------------------------------------- | ----------------------------------------- | --- | ---------------------- |
| 01 | «Azami no Gotoku Toge Areba» (あざみのごとく棘あれば)            | «Si només tingués espines com un card»    | Coneixem a Ryuko Matoi, una jove de caràcter fort que està decidida a trobar l'origen d'un objecte que sempre porta a sobre. Per això haurà d'arribar a un misteriós poble i inscriure's a l'escola principal. Allà es trobarà amb algunes persones estranyes però molt poderoses, a qui s'haurà d'encarar si decideix mantenir el seu caràcter. | 3 d'octubre de 2013    |
| 02 | «Kizetsu Suru Hodo Nayamashii» (気絶するほど悩ましい)            | «Tan sensual que em desmaiaré»            | Ryuko aprèn una mica més sobre el funcionament de la societat i el control que exerceix l'Acadèmia Honnouji amb Satsuki al front. Ryuko torna a l'escola per enfrontar-la però es veu obligada a jugar un violent partit de tennis. | 21 d'octubre de 2013   |
| 03 | ''«Junketsu» (純潔)''                                            | «Castedat»                                | Un cop complerta la seva part del tracte, Ryuko exigeix al seu professor, Aikuro Mikisugi, una resposta. Així és com descobreix el secret darrere el poder del Senketsu i els uniformes Goku. Satsuki Kiryuin torna a casa per reclamar el seu poder.                                                                                            | 24 d'octubre de 2013   |
| 04 | ''«Totemo Fukō na Asa ga Kita» (とても不幸な朝が来た)''          | «Quin matí més nefast»                    | A l'Acadèmia Honnouji se celebra un esdeveniment on els alumnes Sense Estrella han d'arribar abans de certa hora a l'escola, superant un gran nombre de trampes posades pel comitè disciplinari. Ryuko haurà de fer-ho sense el Senketsu, ja que s'està rentant.                                                                                 | 24 d'octubre de 2013   |
| 05 | ''«Hikigane» (銃爪（ヒキガネ）)''                                | «Hikigane»                                | Un misteriós home ataca a Ryuko, amb la intenció que deixi de vestir-se amb el Senketsu. D'altra banda, segueix patint els atacs constants per part dels membres dels diferents clubs de l'Acadèmia. | 31 d'octubre de 2013   |
| 06 | ''«Kibun Shidai de Semenaide» (気分次第で責めないで)''           | «No em culpis del teu mal humor»          | Aquest cop Ryuko s'enfrontarà a un dels Quatre d'Elit, Sanageyama, un vell conegut de Satsuki que domina el kendo. | 7 de novembre de 2013  |
| 07 | ''«Nikumi Kirenai Rokudenashi» (憎みきれないろくでなし)''        | «Una de bona per res que no pugui odiar»  | Els presidents dels clubs més desobedients ataquen un darrere un altre a Ryuko per poder millorar el seu estil de vida. Això li dona una idea a Ryuko: formar el seu propi club per així obtenir els mateixos beneficis. | 14 de novembre de 2013 |
| 08 | ''«Ore no Namida wa Ore ga Fuku» (俺の涙は俺が拭く)''            | «M'assecaré les meves pròpies llàgrimes»  | Satsuki decideix fer una competició per reformar el consell estudiantil i atorga set dies als estudiants perquè es barallin i avancin cap a aquelles posicions. En aquest temps, Ryuko visita la seva antiga casa per trobar pistes del seu passat i en el camí de tornada es troba a Gamagoori, qui li explica el seu passat amb Satsuki.       | 21 de novembre de 2013 |
| 09 | ''«Chansu wa Ichido» (チャンスは一度)''                          | «La oportunitat només es presenta un cop» | La ronda final a les Eleccions Naturals de l'Acadèmia Honnouji està a punt de començar i els Quatre d'Elit volen ser els primers en lluitar contra Ryuko. | 28 de novembre de 2013 |
| 10 | ''«Anata o Motto Shiritakute» (あなたを・もっと・知りたくて)''   | «Vull conèixer-te més»                    | Comença la segona batalla contra els Quatre d'Elit. Mako i la seva família també es topen amb certes sorpreses. | 5 de desembre de 2013  |
| 11 | ''«Kawaii Onna to Yobanai de» (可愛い女と呼ばないで)''           | «No em diguis bonica»                     | Ryuko aconsegueix resoldre la seva batalla contra Jakuzure, quan una noia misteriosa apareix a l'Acadèmia Honnouji per desafiar-la. | 12 de desembre de 2013 |
| 12 | ''«Kanashimi ni Tsuba o Kakeru» (悲しみにつばをかける)''         | «Desfés-te de la teva tristesa»           | Després de saber qui va matar el seu pare, Ryuko pel control i es deixa posseir per la peça divina. Mako i Satsuki surten a aturar-la mentre Nui disfruta de l'experiència. | 19 de desembre de 2013 |
| 13 | ''«Kimi ni Barabara... Toiu Kanji» (君に薔薇薔薇…という感じ)''   | «La sensació de desfer com una rosa»      | Ryuko està al llit i ha perdut la voluntat de lluitar degut als darrers descobriments, tot i així, Shinjiro Nagita, antic membre del club del diari, està disposat a que la noia es posi de nou el seu uniforme. | 9 de gener de 2014     |
| 14 | ''«Kazenoyōni Jikko shimasu» (風のように実行します)''            | «Corre com el vent!»                      | Amb el Senketsu en mans de l'enemic, comença l'atac sobre la regió de Kansai. | 16 de gener de 2014    |
| 15 | ''«Dōnimo Tomaranai» (どうにもとまらない)''                      | «No em puc contenir!»                     | Satsuki Kiryuin s'uneix a la línia d'atac a Osaka per enfrontar-se a Kaneo Takarada, hereu del Conglomerat Takarado. Utilitzant la influència dels diners, Takarada fa que els locals vagin a lluitar però Satsuki sospita que hi ha un altre poder darrere les defenses de la ciutat.                                                           | 23 de gener de 2014    |
| 16 | ''«Onna wa Sore o Gaman Dekinai» (女はそれを我慢できない)''      | «Les dones no es resisteixen a això»      | Després dels atacs, tots tornen a l'Acadèmia Honnouji però Satsuki Kiryuin rep l'ordre de tornar a casa. Mentre, Ryuko descobreix la veritat darrere les raons que la van unir al Senketsu. | 30 de gener de 2014    |
| 17 | ''«Naze ni Omae wa» (何故にお前は)''                             | «Per què...?»                             | Els preparatius estan llests per celebrar el Festival Cultural i de l'Esport de l'Acadèmia Honnouji. Ragyo Kiryuin assistirà i tota l'Acadèmia està eufòrica. | 6 de febrer de 2014    |
| 18 | ''«Yoru e Isogu Hito» (夜へ急ぐ人)''                             | «Els que s'afanyen cap a la nit»          | El Festival Cultural i de l'Esport de l'Acadèmia Honnouji és de sobte interromput. La sort està tirada a la batalla i Ryuko haurà de decidir qui és amic i qui enemic. | 13 de febrer de 2014   |
| 19 | ''«Tadoritsuitara Itsumo Amefuri» (たどりついたらいつも雨ふり)'' | «Quan arriba sempre plou»                 | Una nova revelació posa de potes enlaire el món de Ryuko. Satsuki també té problemes ja que els Quatre d'Elit i els membres de Nudist Beach creen escàndol després del Festival Cultural i de l'Esport de l'Acadèmia Honnouji. | 20 de febrer de 2014   |
| 20 | ''«Tōku Gunshū o Hanarete» (とおく群衆を離れて)''                | «Allunyant-se de la multitud»             | Ryuko està desperta, no gaire feliç. Intenta matar a Ragyo i Nui i marxa abandonant els seus aliats. Sense el seu poder, Nudit Beach ha de decidir quin serà el seu pròxim pas, però certa informació els farà saltar a l'acció. | 27 de febrer de 2014   |
| 21 | ''«Mikansei» (未完成)''                                          | «Incomplet»                               | La fúria de Ryuko segueix en creixent i, gràcies a Ragyo i Nui, té una nova aliada inesperada, amb Satsuki com a objectiu. | 6 de març de 2014      |
| 22 | ''«Kuchibiru yo, Atsuku Kimi o Katare» (唇よ、熱く君を語れ)''    | «Els meus llavis, et parlaran amb passió» | Un gir en els esdeveniments deixa a Nui Harime amb la guàrdia baixa i permet que Nudist Beach tingui la possibilitat de reagrupar-se i planejar com lluitar contra Ragyo. | 13 de març de 2014     |
| 23 | ''«Imiteishon Gōrudo» (イミテイション・ゴールド)''               | «Imitació d'or»                           | La batalla segueix a l'Acadèmia Honnouji però Ragyo i la Fibra Viva de Combate són enemics difícils de guanyar. Ryuko i Satsuki comencen a enfrontar-se entre elles i la defensa de Nudist Beach queda en mans de Mako. Nui, per part seva, segueix treballant sense descans.                                                                    | 20 de març de 2014     |
| 24 | ''«Hateshinaki Yami no Kanata ni» (果てしなき闇の彼方に)''       | «Més enllà de la foscor sense fi»         | Arriba el combat final. | 27 de març de 2014     |
| 25 | ''«Sayonara o Mōichido» (さよならをもう一度)''                   | «Adéu, una vegada més»                    | | 3 de setembre de 2014  |

### Música
Openings :
- Sirius - Eir Aoi
- Ambiguous - Garnidelia

Endings:
- Gomen ne, Iiko ja Irarenai - Miku Sawai
- Shinsekai Koukyougaku - Sayonara Ponytail

### Manga
Una adaptació al manga il·lustrada per Ryō Akizuki va començar la serialització en la revista Young Ace de Kadokawa Shoten el 2 de desembre de 2013. Va posar fi al capítol disset el 4 de febrer de 2015.

#### Volums
| Núm. | Data de publicació    | ISBN Original       |
| ---- | --------------------- | ------------------- |
| 1    | 2 de desembre de 2013 | ISBN 978-4041209080 |
| 2    | 7 de març de 2014     | ISBN 978-4041210482 |
| 3    | 4 de febrer de 2015   | ISBN 978-4041210482 |

## Recepció
Kill la Kill va ser ben rebut pels crítics. Eliot Gay de Japanator va anomenar la sèrie com a "única i divertida, fins i tot emocionant" un recordatori de com l'anime divertit i creatiu pot estar en el seu millor moment ", malgrat les restriccions pressupostàries aparents. Kat Bailey d'IGN, que descriu la sèrie com "anime de nena màgica en amfetamines", va assenyalar que el seu absurd per sobre del cim era part del seu encant. Joseph Llustre d'Otaku USA va descriure el concepte de la sèrie com "la configuració més senzilla per a la venjança i estil shonen 'més fort! Més fort!' Batalla progressiva ", però va elogiar la seva execució.
Richard Eisenbeis de Kotaku va apreciar la sèrie per "barrejar perfectament la comèdia i l'acció", el seu ritme, la seva consistència interna i la seva adaptació directa de l'anime d'acció estàndard.
El mangaka Hiroyuki Ooshima va afirmar que sospita que Kill La Kill és un plagi del màniga Gakuen Noise, creat per ell al costat de Daisuke Ihara. Ambdues obres coincideixen a tenir una escola tan gran que funciona equivalent a un poble, estan governades per un consell estudiantil de caràcter autoritari, tots dos consells estudiantils tenen a un estudiant de temperament fàcilment exaltable que criden "porcs" als alumnes, tots dos protagonistes estan investigant sobre la mort d'un ser estimat, porten amb ells un objecte de color vermell i lluiten contra el consell estudiantil. Daisuke Ihara no comparteix la sospita.
El mangaka Hiroyuki Ooshima va afirmar que sospita que Kill La Kill és un plagi del màniga Gakuen Noise, creat per ell al costat de Daisuke Ihara. Ambdues obres coincideixen a tenir una escola tan gran que funciona equivalent a un poble, estan governades per un consell estudiantil de caràcter autoritari, tots dos consells estudiantils tenen a un estudiant de temperament fàcilment exaltable que criden "porcs" als alumnes, tots dos protagonistes estan investigant sobre la mort d'un ser estimat, porten amb ells un objecte de color vermell i lluiten contra el consell estudiantil. Daisuke Ihara no comparteix la sospita.

## Altres
L'empresa Arc System Works ha anunciat recentment que llançarà un videojoc apte per a la Nintendo Switch. Prèviament a aquesta notícia ja van anunciar
que el videojoc sortiria per a ordinadors i PlayStation 4. L'estètica del joc és molt similar a l'anime i s'introdueixen dos personatges nous que formaran
part d'aquesta història.